# George Best
George Best (Belfast, 22 maggio 1946 – Londra, 25 novembre 2005) è stato un calciatore nordirlandese, di ruolo attaccante.
Considerato il più forte giocatore nordirlandese di tutti i tempi, nonché tra i migliori calciatori della storia, occupa la 16ª posizione nella classifica dei migliori calciatori del XX secolo IFFHS e l'8ª posizione nella speciale classifica dei migliori calciatori del XX secolo pubblicata dalla rivista World Soccer. Nel 2004 è stato inserito nella FIFA 100, la lista dei 125 migliori calciatori della storia, stilata in occasione del centenario della FIFA.
Soprannominato quinto Beatle per via della sua capigliatura a caschetto molto simile a quella dei membri della band di Liverpool, vinse la Coppa dei Campioni nel 1968 con il Manchester United, anno in cui conquistò anche il Pallone d'oro.

## Biografia
George Best nacque il 22 maggio 1946 nel sobborgo di Cregagh, nel sud-est di Belfast, in Irlanda del Nord, figlio primogenito di Robert "Dickie" Best (1919-2008) e Anne Whiters (1922–1978), che in seguito avrebbe dato alla luce quattro sorelle, Carol, Barbara, Julie e Grace, e un fratello, Ian. Entrambi i suoi genitori erano di fede protestante: suo padre faceva infatti parte dell'Ordine di Orange, e in alcune occasioni lo portò con sé alle riunioni del gruppo. Il padre è sopravvissuto al figlio (morì il 16 aprile 2008, all'età di 88 anni), mentre la madre morì nel 1978, quando lui era ancora in attività, a causa di una malattia cardiovascolare dovuta all'alcolismo.
Nel 1957, all'età di undici anni, Best ottenne l'ammissione alla prestigiosa Grosvenor High School, ma cominciò presto a marinare la scuola in quanto questa era specializzata nel rugby. Tornò allora alla Lisnasharragh Secondary School, dove ritrovò i compagni della scuola elementare e poté concentrarsi sul calcio. Da bambino era tifoso del Glentoran e del Wolverhampton.
Nel 1971 interpretò un cameo nel film Il complesso del trapianto (Percy). Al personaggio di Best fu dedicato, nel 2000, un film biografico, Best, interpretato da John Lynch, dove fece un cameo durante i titoli di coda. Divorziato nel 1986 da Angela MacDonald-Janes, con la quale aveva avuto il figlio Calum, si risposò nel 1995 con Alex Pursey.
Celebre per citazione:
«I spent a lot of money on booze, birds and fast cars. The rest I just squandered.» 
Traslata in italiano: 
Ho speso molti soldi per alcool, ragazze e macchine veloci. Il resto l'ho sperperato.    

### I problemi di salute e la morte

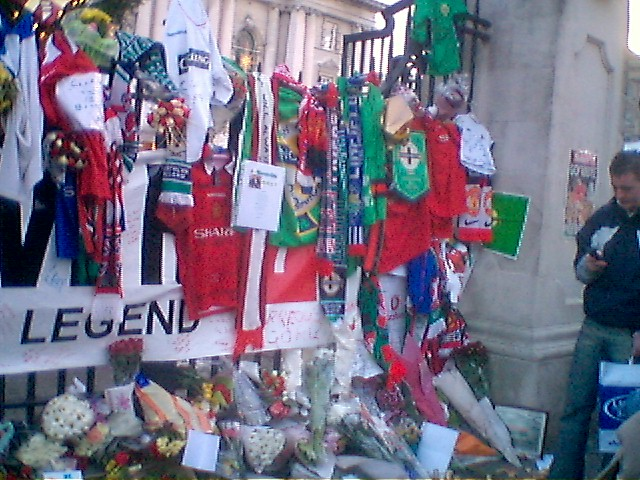
Bet dopo la morte di Best

La vita di George Best fu costellata da gravi problemi di salute, causati soprattutto dalla dipendenza da alcol. Nel 1984, Best dovette scontare una pena di quattro mesi per guida in stato di ebbrezza e resistenza a pubblico ufficiale. Nel 2000 venne ricoverato per gravi danni al fegato dovuti ai problemi di alcolismo. Nel 2002, all'età di 56 anni, subì un trapianto di fegato.
Il 2 ottobre 2005 venne ricoverato in terapia intensiva in una clinica privata londinese, il Cromwell Hospital, per un'infezione ai reni. Dopo i primi, deboli segni di miglioramento, alla fine del mese le sue condizioni cominciarono nuovamente ad aggravarsi.
Il successivo 20 novembre il tabloid inglese News of the World pubblicò, su sua esplicita richiesta, una foto che ritraeva Best nel suo letto di ospedale, con le sue ultime parole pubbliche: «Don't die like me» (in lingua italiana «Non morite come me»).
Il decesso avvenne il 25 novembre 2005, al Cromwell Hospital di Londra, a causa di un'infezione epatica; a comunicare la notizia ai giornalisti, assiepati all'uscita della clinica, fu il figlio Calum, che gli stette vicino negli ultimi giorni di vita.
I funerali si svolsero il 2 dicembre 2005 a Belfast, città natale di Best; presenti, tra gli altri, Alex Ferguson e Bobby Charlton, nonché diversi ex compagni di squadra. Riposa nella tomba accanto alla madre, scomparsa nel 1978.

### Iniziative commemorative

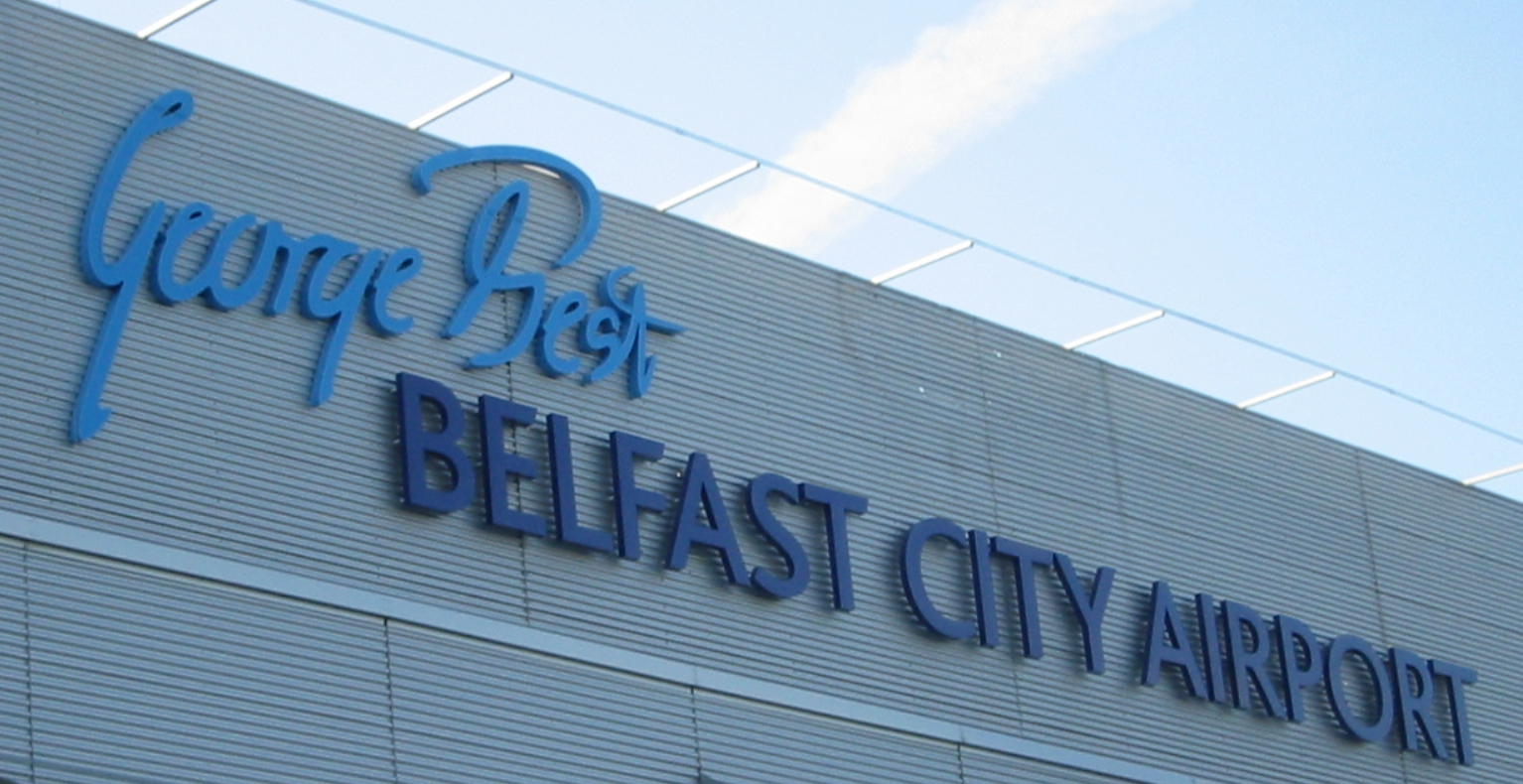
Il George Best Belfast City Airport

Nel marzo del 2006 Flybe, il maggiore operatore dell'aeroporto, ha rinominato un Dash 8, con l'effigie del giocatore, The George Best. Questo mezzo speciale è stato utilizzato dalla famiglia Best per gli spostamenti verso Manchester in occasione delle cerimonie in sua memoria.
Il 22 maggio 2006, in occasione dei 60 anni dalla nascita di George Best, la città di Belfast ha deciso di intitolargli il Belfast City Airport.
L'opinione pubblica sulla ridenominazione dell'aeroporto fu contrastante, con un sondaggio che mostra il 52% delle persone a favore e il 48% contro.
Il 27 novembre 2006, per celebrare il primo anniversario della sua morte, Ulster Bank ha diffuso nel Nord Irlanda e nella zona di Manchester un milione circa di banconote da 5 sterline recanti la sua effigie.

## Caratteristiche tecniche
Considerato uno dei più grandi dribblatori di tutti i tempi, il suo stile di gioco comprendeva velocità, equilibrio, abilità palla al piede e una grande facilità nel superare i difensori. Best era inoltre un attaccante dalle grandi qualità tecniche, dotato anche di potenza, stacco di testa e abilità nei contrasti. Nonostante il fisico gracile e la statura non eccelsa, riusciva spesso a sovrastare i difensori.

## Carriera

### Club

#### Manchester United
Nel 1961, all'età di 15 anni e dopo essere stato scartato dal Glentoran in quanto ritenuto "troppo piccolo e leggero", fu notato da Bob Bishop, talent scout del Manchester United, il quale rimase entusiasta delle qualità del ragazzo sino a inviare a Matt Busby, allenatore dei Red Devils, un telegramma che recitava: «Credo di averti trovato un genio». Andò quindi a Manchester per effettuare un provino, ma dopo soltanto due giorni venne preso dalla nostalgia di casa e tornò in Irlanda del Nord. Tornò poi a Manchester e passò due anni aggregato alle giovanili dello United come dilettante, in quanto all'epoca ai club inglesi non era concesso offrire contratti validi per le giovanili ai calciatori nordirlandesi. Gli venne quindi trovato un posto come fattorino al Manchester Ship Canal, consentendogli così di allenarsi per due volte a settimana.
Esordì ufficialmente in Premier League il 14 settembre 1963, all'età di 17 anni, in cui viene schierato titolare nella partita casalinga contro il West Bromwich, vinta dai suoi per 1-0. Tornò poi a militare nella squadra riserve fino al 28 dicembre dello stesso anno, quando giocò la sua prima partita in FA Cup in occasione della vittoria per 5-1 contro il Burnley. Quel giorno segnò il suo primo gol con la maglia dei Red Devils. Da quel momento in poi Matt Busby decise di aggregarlo in pianta stabile alla prima squadra e Best terminò la stagione 1963-64 con un totale di 6 reti in 26 presenze fra tutte le competizioni. In quell'anno lo United arrivò al secondo posto in campionato, quattro punti alle spalle dei campioni del Liverpool, e vennero eliminati in semifinale di FA Cup dal West Ham. A fine stagione Best fece parte anche della squadra giovanile che vinse la FA Youth Cup.

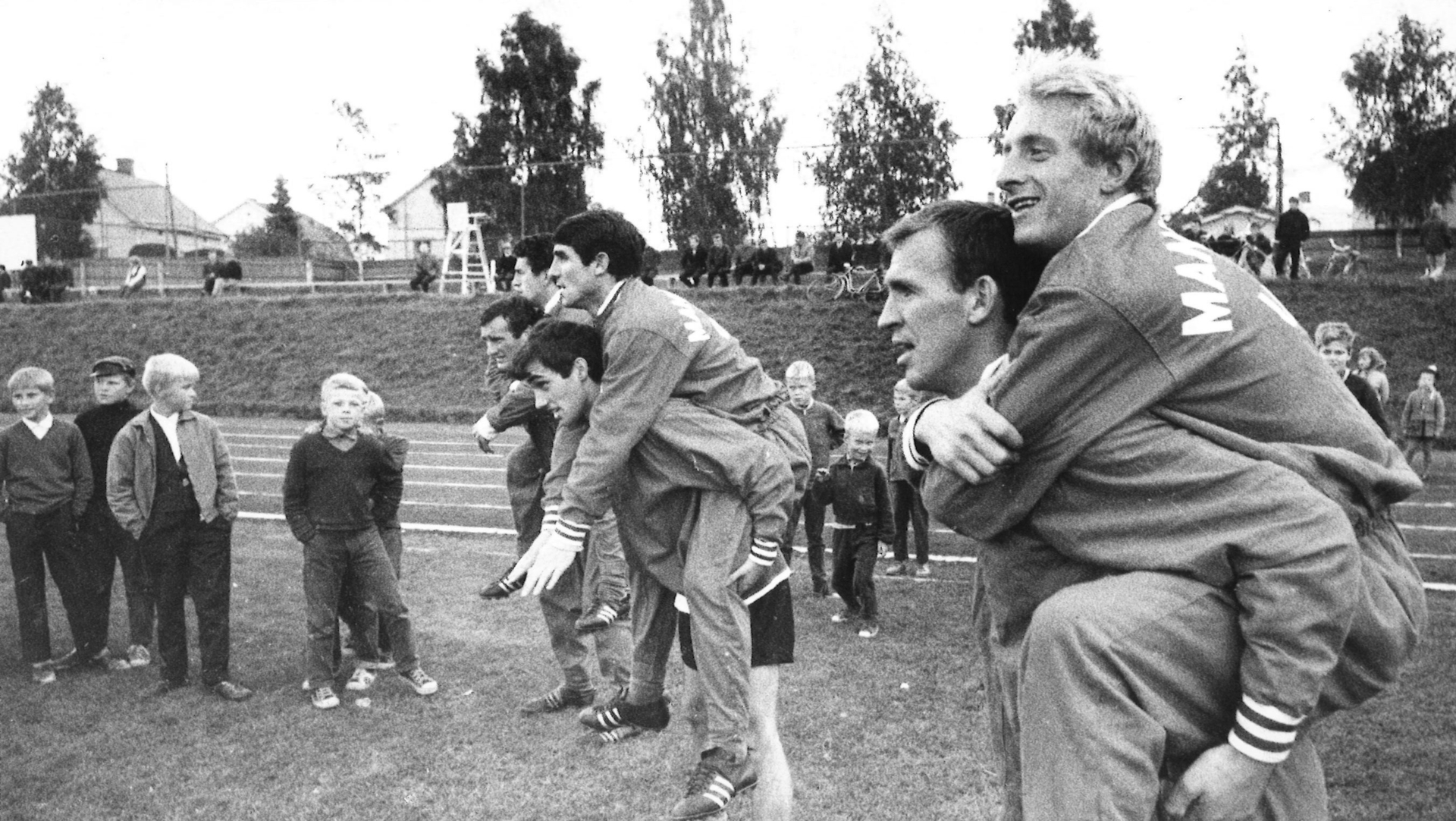
Best (al centro, in basso) in allenamento con i compagni del Manchester United nel 1965

Nonostante gli avversari usassero spesso il gioco duro per provare a frenare la sua maggiore abilità tecnica, Busby lo sottopose a sedute di allenamento "aspre, talvolta brutali" per assicurarsi che fosse in grado di competere anche nelle partite più maschie. Nella stagione 1964-65, la prima disputata interamente in prima squadra, Best diede il suo contributo alla vittoria del campionato, arrivata per differenza reti nel confronto con il Leeds United che terminò l'annata a pari punti. Il Leeds si prese però una sorta di rivincita eliminando lo United alle semifinali di FA Cup. Best terminò la stagione con 14 reti in 59 presenze fra tutte le competizioni. In questa stagione segna anche il suo primo gol nella FA Charity Shield 1965 nella partita conclusasi per 2-2 con il Liverpool.
Astro nascente del calcio inglese, Best ottenne la definitiva consacrazione all'età di 19 anni quando segnò una doppietta nei quarti di finale di Coppa dei Campioni al Benfica, che nei cinque anni precedenti era arrivato per quattro volte alla finale della competizione. Le sue due reti, realizzate entrambe nel primo quarto d'ora di gioco, spinsero lo United a una vittoria per 5-1 allo Estádio da Luz e valsero alla squadra il passaggio del turno. Best fu elogiato dalla stampa portoghese, che lo definì ‘'il quinto Beatle'’ Il suo talento e la sua personalità cominciarono ad affascinare i media, che gli riservarono sempre più spesso la prima pagina. Tuttavia il 26 marzo Best subì un infortunio al ginocchio per uno scontro con un avversario del Preston North End e arrivò in cattive condizioni alle semifinali di Coppa, che lo United perse contro il Partizan Belgrado. Non scese più in campo per il resto della stagione.
I successi tornarono ad arrivare nel 1966-67, quando lo United si laureò nuovamente campione della First Division. Best commentò la vittoria affermando: "Se i campionati si decidessero unicamente con le partite giocate in casa lo vinceremmo ogni stagione. Questa volta sono state le nostre partite in trasferta a fare la differenza. Siamo riusciti a mantenere la giusta mentalità." Chiuse la stagione con 10 reti in 45 presenze nelle varie competizioni. Prese in seguito parte al Charity Shield 1967, che fu la prima partita a essere trasmessa a colori dalla televisione britannica.
Nella stagione 1967-68 aumentò notevolmente la sua media realizzativa, tanto da ottenere il titolo di capocannoniere del campionato a pari merito con Ron Davies del Southampton. Fra le sue reti più importanti ci furono una doppietta che diede allo United una vittoria per 2-0 ad Anfield Road contro il Liverpool e una tripletta alla penultima giornata, nella vittoria per 6-0 contro il Newcastle. Nonostante ciò il campionato venne vinto dai rivali cittadini del Manchester City, che avevano vinto per 3-1 il derby a Old Trafford e terminarono la stagione con un vantaggio di due punti in classifica sui Red Devils.
La stagione 1967-68 è però ricordata in particolare per la vittoria della Coppa dei Campioni, la prima per una squadra inglese. Lo United eliminò al primo turno i maltesi dell'Hibernians, poi batté in casa per 2-1 gli iugoslavi del Sarajevo, in una partita nella quale Best fornì a John Aston l'assist per il primo gol e segnò personalmente il secondo. In tale occasione il giornalista Geoffrey Green del Times lo descrisse così: "il centro della scacchiera… un giocatore pieno di fantasia, un giocatore che dona magia a quelli che avrebbero potuto essere capricci". Nei quarti di finale batté in casa i polacchi del Górnik Zabrze e resistette nella trasferta allo Stadion Śląski, dove trovò temperature gelide e 105 000 tifosi avversari. Quella partita terminò con una sconfitta per 1-0, ma Best la descrisse come "una delle nostre migliori prestazioni di sempre, date tutte le circostanze sfavorevoli".
In semifinale lo United incontrò il Real Madrid, sei volte campione della competizione: all'andata Best segnò la rete che valse ai suoi la vittoria per 1-0, con un tiro da lontano descritto da Alex Stepney come una delle sue migliori marcature, poi si rivelò decisivo anche al Bernabéu fornendo a Bill Foulkes il cross per il definitivo 3-3 in rimonta che valeva allo United il passaggio del turno. Al suo ritorno in Inghilterra Best ottenne dalla Football Writers' Association il premio di Calciatore dell'anno, diventando il più giovane della storia a ottenere tale alloro. La stagione si chiuse poi con la finale di Coppa, in cui incontrò nuovamente il Benfica. Alla vigilia, mentre i suoi compagni riposavano, Best trovò una "maniera diversa di rilassarsi" prima dell'importante partita passando la notte con "una giovane ragazza chiamata Sue". La finale si trascinò fino ai tempi supplementari, nei quali dopo tre minuti Best si ritrovò solo davanti al portiere avversario José Henrique e lo dribblò con una finta secca prima di depositare la palla in rete. Altri due gol di Brian Kidd e Bobby Charlton fissarono poi il punteggio sul 4-1 che diede allo United la vittoria della Coppa soltanto dieci anni dopo il Disastro aereo di Monaco di Baviera che aveva ucciso quasi tutti i membri della squadra. A fine anno Best venne giudicato il miglior giocatore d'Europa e si aggiudicò il Pallone d'oro.

A soli 22 anni aveva raggiunto il suo picco. Da quel momento cominciò un lento declino. Nel 1968-69 giocò ancora su alti livelli (22 reti in 55 partite totali) e come lui fecero le altre stelle della squadra, Denis Law e Bobby Charlton. Le nuove reclute però non si rivelarono all'altezza e lo United terminò il campionato soltanto in undicesima posizione. Best avrebbe poi avuto occasione di affermare di avere "la crescente sensazione di essere l'unico in campo a spingere avanti la squadra". Nella Coppa Intercontinentale lo United affrontò gli argentini dell'Estudiantes, una squadra famosa per l'aggressività dei suoi giocatori al limite del regolamento. Lo United uscì sconfitto per 1-0 dall'Estadio Camilo Cichero e pareggiò per 1-1 il ritorno in casa, partita nella quale Best fu preso a calci e sputi da José Hugo Medina e reagì con un pugno rimediando un'espulsione. In Coppa dei Campioni raggiunse invece le semifinali, dove venne eliminato dal Milan.
A fine anno Matt Busby annunciò il ritiro e venne sostituito da Wilf McGuinness. Sotto il nuovo allenatore la squadra migliorò leggermente, pur non riuscendo ad andare oltre l'ottavo posto in campionato. Nella stagione 1969-70 Best segnò un totale di 23 reti, di cui 6 in una singola partita (la vittoria per 8-2 sul Northampton Town in FA Cup). Questa performance da record gli valse un invito a Downing Street da parte del primo ministro Harold Wilson, che rivelò di essere un suo fan.
Nel dicembre del 1970 Busby tornò alla guida dello United, ma la stagione terminò ancora una volta con un piazzamento a metà classifica. Gli atteggiamenti di Best cominciarono a diventare problematici: venne multato dalla Football Association per aver ricevuto tre cartellini gialli per cattiva condotta e ricevette una sospensione di due settimane dallo United dopo aver perso il treno per una partita a Stamford Bridge dopo aver passato un weekend con l'attrice Sinéad Cusack.
Anche sotto il nuovo allenatore Frank O'Farrell lo United si piazzò all'ottavo posto in campionato, ormai la sua dimensione. Le migliori prestazioni di Best furono due triplette contro West Ham e Southampton e una rete contro lo Sheffield United arrivata dopo avere dribblato quattro difensori avversari. Tuttavia ricevette anche un cartellino rosso contro il Chelsea, fu oggetto di minacce di morte e a gennaio rifiutò di allenarsi per una settimana, passato invece in compagnia di Carolyn Moore, Miss Gran Bretagna in carica. Con 27 reti in 54 partite tra campionato e Coppa Best fu comunque il capocannoniere della squadra per la sesta stagione consecutiva.

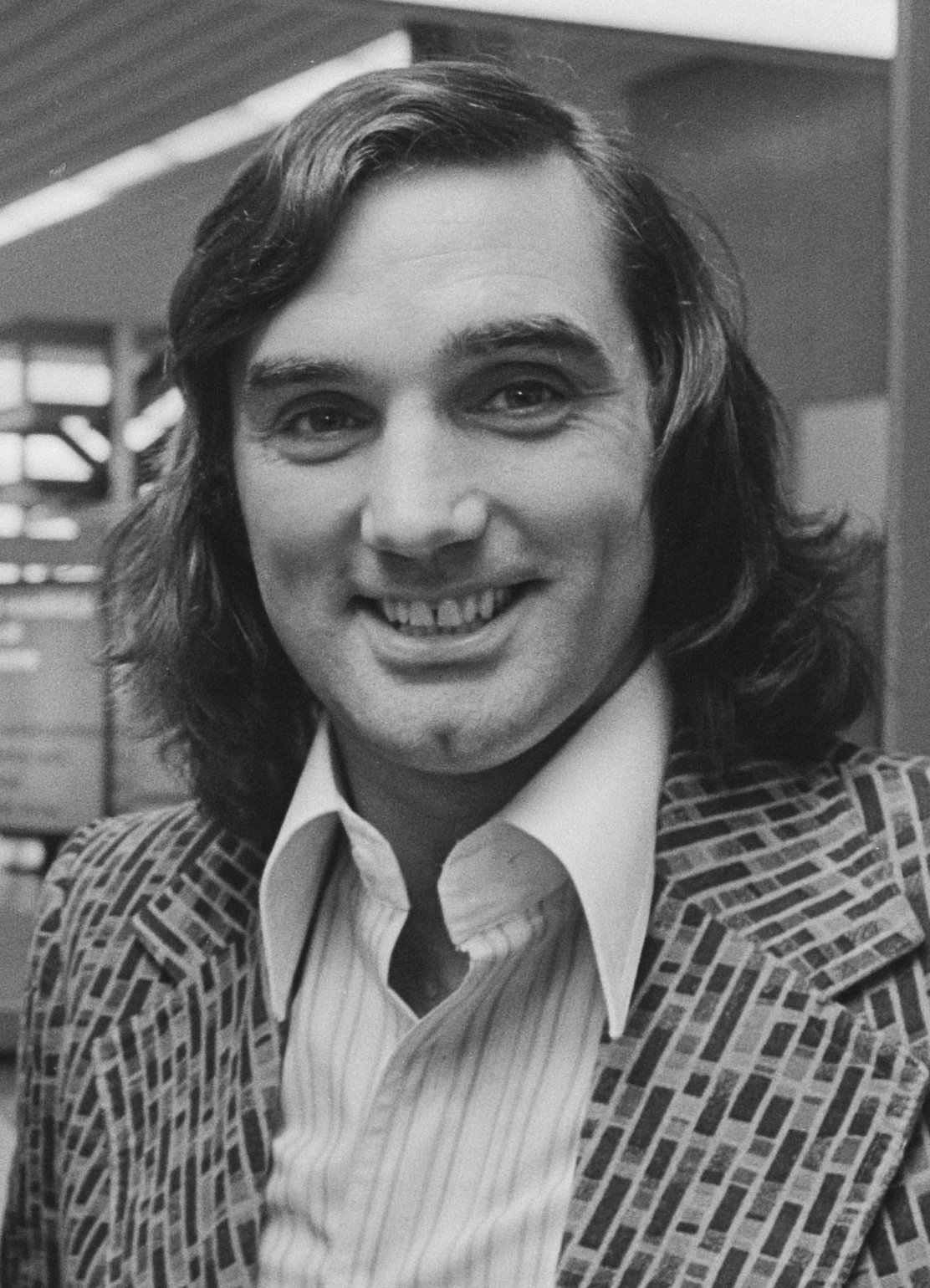
George Best nel 1976.

Al termine dell'annata annunciò il suo ritiro dal calcio, ma nonostante ciò si presentò al ritiro che precedeva la stagione seguente e continuò a giocare. La sua carriera era però ormai agli sgoccioli: lo United continuò il suo declino anche nel 1972-73 e Best rifletteva nei suoi comportamenti la frustrazione per questa situazione. Faceva parte della "cricca della vecchia guardia" che rivolgeva a malapena la parola ai nuovi arrivi e a dicembre si rese irrintracciabile per andare a festeggiare fra i nightclub londinesi. Venne sospeso dal club e inserito nelle liste di trasferimento, per un valore di 300 sterline. Quando O'Ferrell venne sostituito dal nuovo allenatore Tommy Docherty Best annunciò per la seconda volta il suo ritiro. Tornò però nuovamente sui suoi passi e riprese ad allenarsi il 27 aprile.
La sua ultima partita ufficiale con il club ebbe luogo il 1º gennaio 1974 a Loftus Road contro il Queens Park Rangers e si risolse in una sconfitta per 3-0. Tre giorni dopo non si presentò agli allenamenti e Docherty lo escluse dalla squadra. Poco tempo dopo Best fu arrestato con l'accusa di aver rubato a Marjorie Wallace una pelliccia, un passaporto e un libretto degli assegni, ma venne in seguito prosciolto da tutte le accuse. A fine stagione lo United, privo di Best, retrocedette in Second Division.

#### Il declino
Sciolto il legame con lo United, Best si ritrovò senza più una squadra a soli 28 anni. Decise però di non lasciare il mondo del calcio e cominciò un lungo periodo in cui girovagò fra varie compagini in quattro continenti diversi, sempre con contratti di breve durata. Andò dapprima in Sudafrica a giocare per il Jewish Guild, dove la sua presenza portò allo stadio migliaia di persone. Scese però in campo soltanto in 5 partite ufficiali e venne aspramente criticato per l'abitudine di saltare molte sessioni di allenamento. Sempre nel 1974 giocò due amichevoli prestagionali con la maglia del piccolo Dunstable Town, una delle quali proprio contro il Manchester United.
Nel novembre del 1975 giocò tre partite nello Stockport County, militante nei bassifondi della quarta serie inglese. Tra il dicembre del 1975 e il gennaio del 1976 visse una breve parentesi al Cork City nella League of Ireland. Anche qui la sua presenza attirò un pubblico numeroso, ma rimase soltanto per 3 partite di campionato senza riuscire né a segnare né a fornire buone prestazioni. La società decise pertanto di escluderlo dalla squadra e interrompere il contratto.

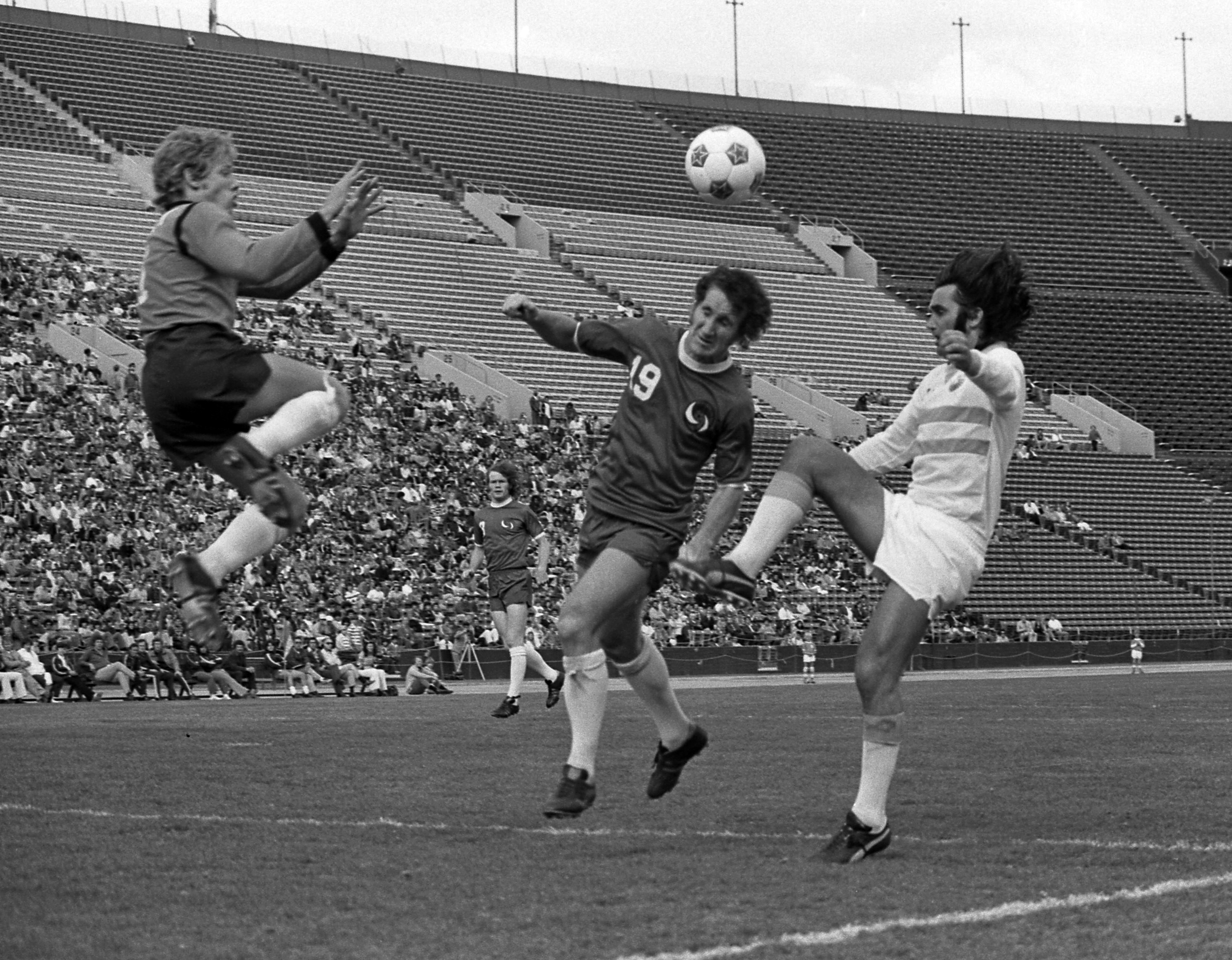
Best (a destra) dei Los Angeles Aztecs con il difensore Charlie Mitchell (al centro) e il portiere Bob Rigby (a sinistra) in una partita di MLS il 1º maggio 1976.

Nel 1976-77 andò a giocare nel Fulham e mostrò qualche miglioramento: pur avendo perso il passo dei tempi migliori, gli rimaneva ancora la tecnica. Al Fulham ebbe occasione di giocare accanto all'ex capitano della Nazionale inglese Bobby Moore. Negli anni seguenti Best affermò di aver apprezzato molto la stagione e mezza passata a Craven Cottage, pur non riuscendo a conquistare alcun trofeo.
Si trasferì quindi negli Stati Uniti, dove il relativo anonimato di cui godeva e la conseguente minor pressione gli permisero di tornare a esprimersi ad alti livelli. Trattò inizialmente con i New York Cosmos, ma alla fine approdò ai Los Angeles Aztecs, a cui chiese anche di ingaggiare l'amico Bobby McAlinden. Terminò la sua prima stagione nella NASL con 15 reti in 24 partite, che portarono la sua squadra fino ai quarti di finale. Nel 1977 segnò 11 reti e gli Aztecs si spinsero fino alle semifinali. In entrambe le sue prime due annate americane Best fu nominato anche nella squadra All-Stars del campionato. Il calcio a Los Angeles faticava però ad appassionare il pubblico e la squadra progrediva lentamente, così a metà della stagione 1978 Best si trasferì sulla East Coast, ai Fort Lauderdale Strikers, dove ebbe modo di giocare davanti a un maggior numero di spettatori.
Mentre gli Aztecs lo sostituirono con Johan Cruijff, a Fort Lauderdale Best si fece la fama di serio professionista, ancora capace di imprimere la svolta a una partita. Nonostante la stampa inglese parlasse della sua esperienza americana come di una sorta di vacanza, Best ci teneva ancora molto ai risultati sportivi e ruppe con gli Strikers dopo una sconfitta per 3-0 con i New York Cosmos, al termine della quale aveva litigato con l'allenatore e i compagni mettendo in discussione la loro voglia di vincere.
Tornò allora nel Regno Unito, firmando un contratto a gettone per gli scozzesi dell'Hibernian che fece molto scalpore. Qui le cose non andarono bene, sia a livello personale sia di squadra: mentre i suoi lottavano per non retrocedere Best si fece sorprendere ubriaco assieme ad alcuni membri della Nazionale francese di Rugby, che si trovava a Edimburgo per giocare contro la Scozia, e venne licenziato dal club. Riassunto dopo una settimana, fece aumentare notevolmente l'affluenza di pubblico allo stadio ma non riuscì a evitare ai suoi la retrocessione.
In estate fece ritorno in America, firmando un contratto per i San Jose Earthquakes in una NASL già in calo di popolarità. Vi rimase per due stagioni, giocando sia il campionato regolare sia quello indoor. A fine anno Best, ormai trentaseienne, fece ritorno per un'ultima volta in Inghilterra per giocare in terza divisione con il Bournemouth, rimanendovi fino alla fine della stagione.
Andò poi a chiudere definitivamente la carriera in Australia, con la maglia dei Brisbane Lions, anche se poi ebbe modo di giocare singole partite come ospite per Osborne Park Galeb, Nuneaton Burough, Tobermore United.

### Nazionale
Totalizzò 37 presenze nella Nazionale nordirlandese, segnando 9 reti. Di queste, 4 furono realizzate contro Cipro, e una ciascuna contro Albania, Inghilterra, Scozia, Svizzera e Turchia.
Non riuscì mai a disputare i mondiali, ed è considerato uno dei giocatori più forti a non aver mai preso parte a tale competizione.. Nel 1965 andò vicino all'obiettivo, ma un pareggio per 1-1 realizzato a Tirana contro l'Albania permise alla Svizzera di superarli all'ultima giornata del girone, sottraendogli la qualificazione. Nel 1970 fu invece l'Unione Sovietica a impedirgli l'accesso al mondiale, mentre in occasione delle edizioni del 1974 e del 1978 si classificò al terzo posto nel proprio girone di qualificazione.
Il 15 maggio 1971 Best fu protagonista di uno degli episodi più famosi della sua carriera, nel corso di una partita contro la Nazionale inglese: mentre il portiere avversario Gordon Banks lanciava in aria la palla con l'intento di rinviarla lontano, Best riuscì a infilare il piede e a far impennare la sfera sopra le loro teste. Questa si diresse poi verso la porta vuota. Best superò di scatto Banks e infilò di testa il pallone in rete, ma la marcatura fu annullata dall'arbitro Alistair Mackenzie.
Continuò a essere convocato regolarmente in Nazionale nel corso di tutti gli anni settanta, nonostante il declino della sua carriera e i problemi di alcolismo.

## Dopo il ritiro
Terminata la carriera calcistica, Best accettò l'incarico di telecronista per i Mondiali 1982, seguendo il cammino dell'Irlanda del Nord.

## Statistiche

### Presenze e reti nei club
Tra squadre di Club e Nazionale, George Best ha disputato 743 partite segnando 265 Gol, avendo una media di 0.35 Gol a partita
| Stagione                        | Squadra                         | Campionato                      | Campionato | Campionato | Coppe nazionali | Coppe nazionali | Coppe nazionali | Coppe continentali | Coppe continentali | Coppe continentali | Altre coppe | Altre coppe | Altre coppe | Totale | Totale |
| Stagione                        | Squadra                         | Comp                            | Pres       | Reti       | Comp            | Pres            | Reti            | Comp               | Pres               | Reti               | Comp        | Pres        | Reti        | Pres   | Reti   |
| ------------------------------- | ------------------------------- | ------------------------------- | ---------- | ---------- | --------------- | --------------- | --------------- | ------------------ | ------------------ | ------------------ | ----------- | ----------- | ----------- | ------ | ------ |
| 1963-1964                       | Manchester Utd                  | FD                              | 17         | 4          | FACup + CdL     | 7+0             | 2+0             | CdC                | 2                  | 0                  | -           | -           | -           | 26     | 6      |
| 1964-1965                       | Manchester Utd                  | FD                              | 41         | 10         | FACup + CdL     | 7+0             | 2+0             | CdF                | 11                 | 2                  | -           | -           | -           | 59     | 14     |
| 1965-1966                       | Manchester Utd                  | FD                              | 31         | 9          | FACup + CdL     | 5+0             | 3+0             | CC                 | 6                  | 4                  | SI          | 1           | 1           | 43     | 17     |
| 1966-1967                       | Manchester Utd                  | FD                              | 42         | 10         | FACup + CdL     | 2+1             | 0+0             | -                  | -                  | -                  | -           | -           | -           | 45     | 10     |
| 1967-1968                       | Manchester Utd                  | FD                              | 41         | 28         | FACup + CdL     | 2+0             | 1+0             | CC                 | 9                  | 3                  | SI          | 1           | 0           | 53     | 32     |
| 1968-1969                       | Manchester Utd                  | FD                              | 41         | 19         | FACup + CdL     | 6+0             | 1+0             | CC                 | 6                  | 2                  | CInt        | 2           | 0           | 55     | 22     |
| 1969-1970                       | Manchester Utd                  | FD                              | 37         | 15         | FACup + CdL     | 7+8             | 6+2             | -                  | -                  | -                  | -           | -           | -           | 50     | 23     |
| 1970-1971                       | Manchester Utd                  | FD                              | 40         | 18         | FACup + CdL     | 2+6             | 1+2             | -                  | -                  | -                  | WC          | 3           | 1           | 51     | 22     |
| 1971-1972                       | Manchester Utd                  | FD                              | 40         | 18         | FACup + CdL     | 7+6             | 5+3             | -                  | -                  | -                  | WC          | 1           | 1           | 54     | 27     |
| 1972-1973                       | Manchester Utd                  | FD                              | 19         | 4          | FACup + CdL     | 0+4             | 0+2             | -                  | -                  | -                  | -           | -           | -           | 23     | 6      |
| 1973-1974                       | Manchester Utd                  | FD                              | 12         | 2          | FACup + CdL     | -               | -               | -                  | -                  | -                  | -           | -           | -           | 12     | 2      |
| Totale Manchester United        | Totale Manchester United        | Totale Manchester United        | 361        | 137        |                 | 70              | 30              |                    | 34                 | 11                 |             | 8           | 3           | 473    | 181    |
| 1975-1976                       | Stockport County                | FoD                             | 3          | 2          | -               | -               | -               | -                  | -                  | -                  | -           | -           | -           | 3      | 2      |
| 1975-1976                       | Cork Celtic                     | PD                              | 3          | 0          | -               | -               | -               | -                  | -                  | -                  | -           | -           | -           | 3      | 0      |
| 1976                            | Los Angeles Aztecs              | NASL                            | 23+1       | 15+0       | -               | -               | -               | -                  | -                  | -                  | -           | -           | -           | 24     | 15     |
| 1976-1977                       | Fulham                          | SD                              | 32         | 6          | FACup + CdL     | 2+3             | 0+2             | -                  | -                  | -                  | -           | -           | -           | 37     | 8      |
| 1977                            | Los Angeles Aztecs              | NASL                            | 20+5       | 11+2       | -               | -               | -               | -                  | -                  | -                  | -           | -           | -           | 25     | 13     |
| 1977-1978                       | Fulham                          | SD                              | 10         | 2          | -               | -               | -               | -                  | -                  | -                  | -           | -           | -           | 10     | 2      |
| 1978                            | Los Angeles Aztecs              | NASL                            | 12         | 1          | -               | -               | -               | -                  | -                  | -                  | -           | -           | -           | 12     | 1      |
| Totale Los Angeles Aztecs       | Totale Los Angeles Aztecs       | Totale Los Angeles Aztecs       | 61         | 29         |                 | -               | -               |                    | -                  | -                  |             | -           | -           | 61     | 29     |
| 1978                            | Ft. Lauderdale Strikers         | NASL                            | 9+5        | 4+2        | -               | -               | -               | -                  | -                  | -                  | -           | -           | -           | 14     | 6      |
| 1979                            | Ft. Lauderdale Strikers         | NASL                            | 19         | 2          | -               | -               | -               | -                  | -                  | -                  | -           | -           | -           | 19     | 2      |
| Totale Fort Lauderdale Strikers | Totale Fort Lauderdale Strikers | Totale Fort Lauderdale Strikers | 33         | 8          |                 | -               | -               |                    | -                  | -                  |             | -           | -           | 33     | 8      |
| 1979-1980                       | Hibernian                       | PD                              | 13         | 3          | CS              | 3               | 0               | -                  | -                  | -                  | -           | -           | -           | 16     | 3      |
| 1980                            | San Jose Earthquakes            | NASL                            | 26         | 8          | -               | -               | -               | -                  | -                  | -                  | -           | -           | -           | 26     | 8      |
| 1980-1981                       | Hibernian                       | FD                              | 4          | 0          | CdL             | 2               | 0               | -                  | -                  | -                  | -           | -           | -           | 6      | 0      |
| 1981                            | San Jose Earthquakes            | NASL                            | 30         | 13         | -               | -               | -               | -                  | -                  | -                  | -           | -           | -           | 30     | 13     |
| Totale San Jose Earthquakes     | Totale San Jose Earthquakes     | Totale San Jose Earthquakes     | 56         | 21         |                 | -               | -               |                    | -                  | -                  |             | -           | -           | 56     | 21     |
| 1982-1983                       | Bournemouth                     | TD                              | 5          | 0          | -               | -               | -               | -                  | -                  | -                  | -           | -           | -           | 5      | 0      |
| 1983-1984                       | Brisbane Lions                  | NSL                             | 4          | 0          | -               | -               | -               | -                  | -                  | -                  | -           | -           | -           | 4      | 0      |
| 1983-1984                       | Tobermore United                | -                               | -          | -          | CI              | 1               | 0               | -                  | -                  | -                  | -           | -           | -           | 1      | 0      |
| Totale carriera                 | Totale carriera                 | Totale carriera                 | 581        | 208        |                 | 81              | 32              |                    | 34                 | 11                 |             | 8           | 3           | 706    | 256    |

### Cronologia presenze e reti in nazionale
| Cronologia completa delle presenze e delle reti in nazionale ― Irlanda del Nord | Cronologia completa delle presenze e delle reti in nazionale ― Irlanda del Nord | Cronologia completa delle presenze e delle reti in nazionale ― Irlanda del Nord | Cronologia completa delle presenze e delle reti in nazionale ― Irlanda del Nord | Cronologia completa delle presenze e delle reti in nazionale ― Irlanda del Nord | Cronologia completa delle presenze e delle reti in nazionale ― Irlanda del Nord | Cronologia completa delle presenze e delle reti in nazionale ― Irlanda del Nord | Cronologia completa delle presenze e delle reti in nazionale ― Irlanda del Nord |
| Data                                                                            | Città                                                                           | In casa                                                                         | Risultato                                                                       | Ospiti                                                                          | Competizione                                                                    | Reti                                                                            | Note                                                                            |
| ------------------------------------------------------------------------------- | ------------------------------------------------------------------------------- | ------------------------------------------------------------------------------- | ------------------------------------------------------------------------------- | ------------------------------------------------------------------------------- | ------------------------------------------------------------------------------- | ------------------------------------------------------------------------------- | ------------------------------------------------------------------------------- |
| 15-4-1964                                                                       | Cardiff                                                                         | Galles                                                                          | 2 – 3                                                                           | Irlanda del Nord                                                                | Amichevole                                                                      | -                                                                               |                                                                                 |
| 29-4-1964                                                                       | Belfast                                                                         | Irlanda del Nord                                                                | 3 – 0                                                                           | Uruguay                                                                         | Amichevole                                                                      | -                                                                               |                                                                                 |
| 3-10-1964                                                                       | Londra                                                                          | Inghilterra                                                                     | 4 – 3                                                                           | Irlanda del Nord                                                                | Amichevole                                                                      | -                                                                               |                                                                                 |
| 14-10-1964                                                                      | Belfast                                                                         | Irlanda del Nord                                                                | 1 – 0                                                                           | Svizzera                                                                        | Qual. Mondiali 1966                                                             | -                                                                               |                                                                                 |
| 14-11-1964                                                                      | Losanna                                                                         | Svizzera                                                                        | 2 – 1                                                                           | Irlanda del Nord                                                                | Qual. Mondiali 1966                                                             | 1                                                                               |                                                                                 |
| 25-11-1964                                                                      | Glasgow                                                                         | Scozia                                                                          | 3 – 2                                                                           | Irlanda del Nord                                                                | Amichevole                                                                      | -                                                                               |                                                                                 |
| 17-3-1965                                                                       | Belfast                                                                         | Irlanda del Nord                                                                | 2 – 1                                                                           | Paesi Bassi                                                                     | Qual. Mondiali 1966                                                             | -                                                                               |                                                                                 |
| 7-4-1965                                                                        | Rotterdam                                                                       | Paesi Bassi                                                                     | 0 – 0                                                                           | Irlanda del Nord                                                                | Qual. Mondiali 1966                                                             | -                                                                               |                                                                                 |
| 7-5-1965                                                                        | Belfast                                                                         | Irlanda del Nord                                                                | 4 – 1                                                                           | Albania                                                                         | Qual. Mondiali 1966                                                             | -                                                                               |                                                                                 |
| 2-10-1965                                                                       | Belfast                                                                         | Irlanda del Nord                                                                | 3 – 2                                                                           | Irlanda                                                                         | Amichevole                                                                      | 2                                                                               |                                                                                 |
| 10-11-1965                                                                      | Londra                                                                          | Inghilterra                                                                     | 2 – 1                                                                           | Irlanda del Nord                                                                | Amichevole                                                                      | -                                                                               |                                                                                 |
| 24-11-1965                                                                      | Tirana                                                                          | Albania                                                                         | 1 – 1                                                                           | Irlanda del Nord                                                                | Qual. Mondiali 1966                                                             | -                                                                               |                                                                                 |
| 20-10-1966                                                                      | Londra                                                                          | Inghilterra                                                                     | 2 – 0                                                                           | Irlanda del Nord                                                                | Qual. Euro 1968                                                                 | -                                                                               |                                                                                 |
| 21-10-1967                                                                      | Belfast                                                                         | Irlanda del Nord                                                                | 1 – 0                                                                           | Scozia                                                                          | Qual. Euro 1968                                                                 | -                                                                               |                                                                                 |
| 13-10-1968                                                                      | Belfast                                                                         | Irlanda del Nord                                                                | 4 – 1                                                                           | Turchia                                                                         | Qual. Mondiali 1970                                                             | 1                                                                               |                                                                                 |
| 3-5-1969                                                                        | Belfast                                                                         | Irlanda del Nord                                                                | 1 – 3                                                                           | Inghilterra                                                                     | Amichevole                                                                      | -                                                                               |                                                                                 |
| 6-5-1969                                                                        | Glasgow                                                                         | Scozia                                                                          | 1 – 1                                                                           | Irlanda del Nord                                                                | Amichevole                                                                      | -                                                                               |                                                                                 |
| 10-5-1969                                                                       | Belfast                                                                         | Irlanda del Nord                                                                | 0 – 0                                                                           | Galles                                                                          | Amichevole                                                                      | -                                                                               |                                                                                 |
| 10-9-1969                                                                       | Belfast                                                                         | Irlanda del Nord                                                                | 0 – 0                                                                           | Unione Sovietica                                                                | Qual. Mondiali 1970                                                             | -                                                                               |                                                                                 |
| 18-4-1970                                                                       | Belfast                                                                         | Irlanda del Nord                                                                | 0 – 1                                                                           | Scozia                                                                          | Amichevole                                                                      | -                                                                               |                                                                                 |
| 21-4-1970                                                                       | Londra                                                                          | Inghilterra                                                                     | 3 – 1                                                                           | Irlanda del Nord                                                                | Amichevole                                                                      | -                                                                               |                                                                                 |
| 25-4-1970                                                                       | Cardiff                                                                         | Galles                                                                          | 1 – 0                                                                           | Irlanda del Nord                                                                | Amichevole                                                                      | -                                                                               |                                                                                 |
| 11-11-1970                                                                      | Siviglia                                                                        | Spagna                                                                          | 3 – 0                                                                           | Irlanda del Nord                                                                | Qual. Euro 1972                                                                 | -                                                                               |                                                                                 |
| 3-2-1971                                                                        | Nicosia                                                                         | Cipro                                                                           | 0 – 3                                                                           | Irlanda del Nord                                                                | Qual. Euro 1972                                                                 | 1                                                                               |                                                                                 |
| 21-4-1971                                                                       | Belfast                                                                         | Irlanda del Nord                                                                | 5 – 0                                                                           | Cipro                                                                           | Qual. Euro 1972                                                                 | 4                                                                               |                                                                                 |
| 15-5-1971                                                                       | Belfast                                                                         | Irlanda del Nord                                                                | 0 – 1                                                                           | Inghilterra                                                                     | Amichevole                                                                      | -                                                                               |                                                                                 |
| 18-5-1971                                                                       | Glasgow                                                                         | Scozia                                                                          | 0 – 1                                                                           | Irlanda del Nord                                                                | Amichevole                                                                      | -                                                                               |                                                                                 |
| 22-5-1971                                                                       | Belfast                                                                         | Irlanda del Nord                                                                | 1 – 0                                                                           | Galles                                                                          | Amichevole                                                                      | -                                                                               |                                                                                 |
| 22-9-1971                                                                       | Mosca                                                                           | Unione Sovietica                                                                | 1 – 0                                                                           | Irlanda del Nord                                                                | Qual. Euro 1972                                                                 | -                                                                               |                                                                                 |
| 16-2-1972                                                                       | Belfast                                                                         | Irlanda del Nord                                                                | 1 – 1                                                                           | Spagna                                                                          | Qual. Euro 1972                                                                 | -                                                                               |                                                                                 |
| 18-10-1972                                                                      | Sofia                                                                           | Bulgaria                                                                        | 3 – 0                                                                           | Irlanda del Nord                                                                | Amichevole                                                                      | -                                                                               |                                                                                 |
| 14-11-1973                                                                      | Lisbona                                                                         | Portogallo                                                                      | 1 – 1                                                                           | Irlanda del Nord                                                                | Qual. Mondiali 1974                                                             | -                                                                               |                                                                                 |
| 13-10-1976                                                                      | Rotterdam                                                                       | Paesi Bassi                                                                     | 2 – 2                                                                           | Irlanda del Nord                                                                | Qual. Mondiali 1978                                                             | -                                                                               |                                                                                 |
| 10-11-1976                                                                      | Bruxelles                                                                       | Belgio                                                                          | 2 – 0                                                                           | Irlanda del Nord                                                                | Qual. Mondiali 1978                                                             | -                                                                               |                                                                                 |
| 27-4-1977                                                                       | Dortmund                                                                        | Germania Ovest                                                                  | 5 – 0                                                                           | Irlanda del Nord                                                                | Amichevole                                                                      | -                                                                               |                                                                                 |
| 21-9-1977                                                                       | Belfast                                                                         | Irlanda del Nord                                                                | 2 – 0                                                                           | Islanda                                                                         | Qual. Mondiali 1978                                                             | -                                                                               |                                                                                 |
| 12-10-1977                                                                      | Belfast                                                                         | Irlanda del Nord                                                                | 0 – 1                                                                           | Paesi Bassi                                                                     | Qual. Mondiali 1978                                                             | -                                                                               |                                                                                 |
| Totale                                                                          |                                                                                 | Presenze                                                                        | 37                                                                              |                                                                                 | Reti                                                                            | 9                                                                               |                                                                                 |

## Palmarès

### Club

#### Competizioni nazionali
- Campionato inglese: 2

Manchester United: 1964-1965, 1966-1967
- Charity Shield: 2

Manchester United: 1965, 1967

#### Competizioni internazionali
- Coppa dei Campioni: 1

Manchester United: 1967-1968

#### Individuale
- Pallone d'oro: 1

1968
- Giocatore dell'anno della FWA: 1968
- Inserito nella FIFA 100

2004
- Inserito nelle Leggende del calcio del Golden Foot

2005
- Candidato al Dream Team del Pallone d'oro (2020)